# Louis de Séganville
Louis de Séganville, né le 14 octobre 1776 à Lavaur dans le Tarn et mort le 7 avril 1844 à Marzens dans le même département, est un militaire et homme politique français.

## Biographie
Il est le fils de Thomas de Séganville, médecin et maire de la ville de Lavaur, et de Marguerite de Voisins.
En 1790, dès ses 14 ans, il s'engage dans l'armée et rejoint le 22e régiment de chasseurs à cheval. Il prend par aux campagnes d'Italie, puis de l'Empire. Promu major à Austerlitz, il devient lieutenant-colonel et aide de camp du maréchal Bessières, duc d'Istrie. 
Colonel en 1813, il commande, de 1813 à 1815, le 2e régiment de hussards et se signale pendant la campagne de France, en 1814. 
Il député du Tarn en 1815, pendant les Cent-Jours. Fait baron sous l'Empire, son titre est confirmé sous la Restauration, le 11 juillet 1816. Mis en retraite sous la Restauration, il est cependant rappelé au service comme colonel en décembre 1830 et devient, le 2 avril 1831, maréchal de camp et commandant militaire du département de Lot-et-Garonne.
Il est promu au rang de commandeur de la Légion d'honneur en 1832.
Il meurt en 1844, à 67 ans.

## Descendance
Il s'était marié en 1808, à Gand, avec Julie Grandjean de Lisle, fille adoptive de Guillaume-Charles Faipoult. Parmi les cinq enfants issus de leur union, trois atteignent l'âge adulte : 
- Louis Henri Jules de Séganville (1817-1889), baron de Séganville, saint-cyrien, intendant militaire à Toulouse et conseiller général du Tarn[2], épouse Marie-Adèle Nègre ;
- Adèle Pauline de Séganville (1821-1908), épouse Achille Blanquet du Chayla ;
- Blanche de Séganville (1824-1907), épouse Étienne Dupont.

L'époux de sa petite-fille, le colonel Carles de Carbonnieres, commande à son tour le 2e régiment de hussards de 1908 à 1914.

## Sources
- « Louis de Séganville », dans Adolphe Robert et Gaston Cougny, Dictionnaire des parlementaires français, Edgar Bourloton, 1889-1891 [détail de l’édition]